# Cucina di Castel Goffredo

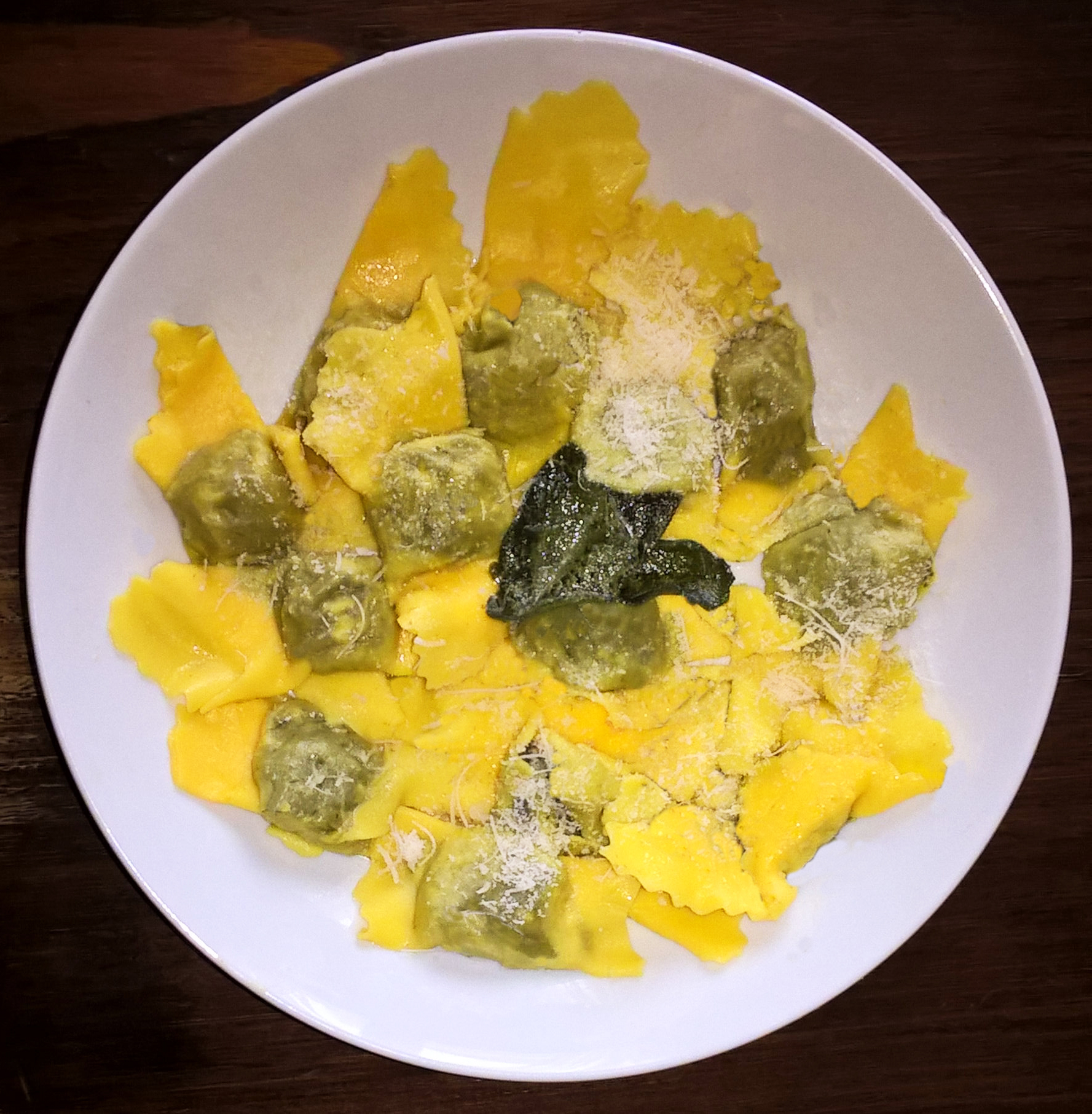
Tortello amaro di Castel Goffredo.

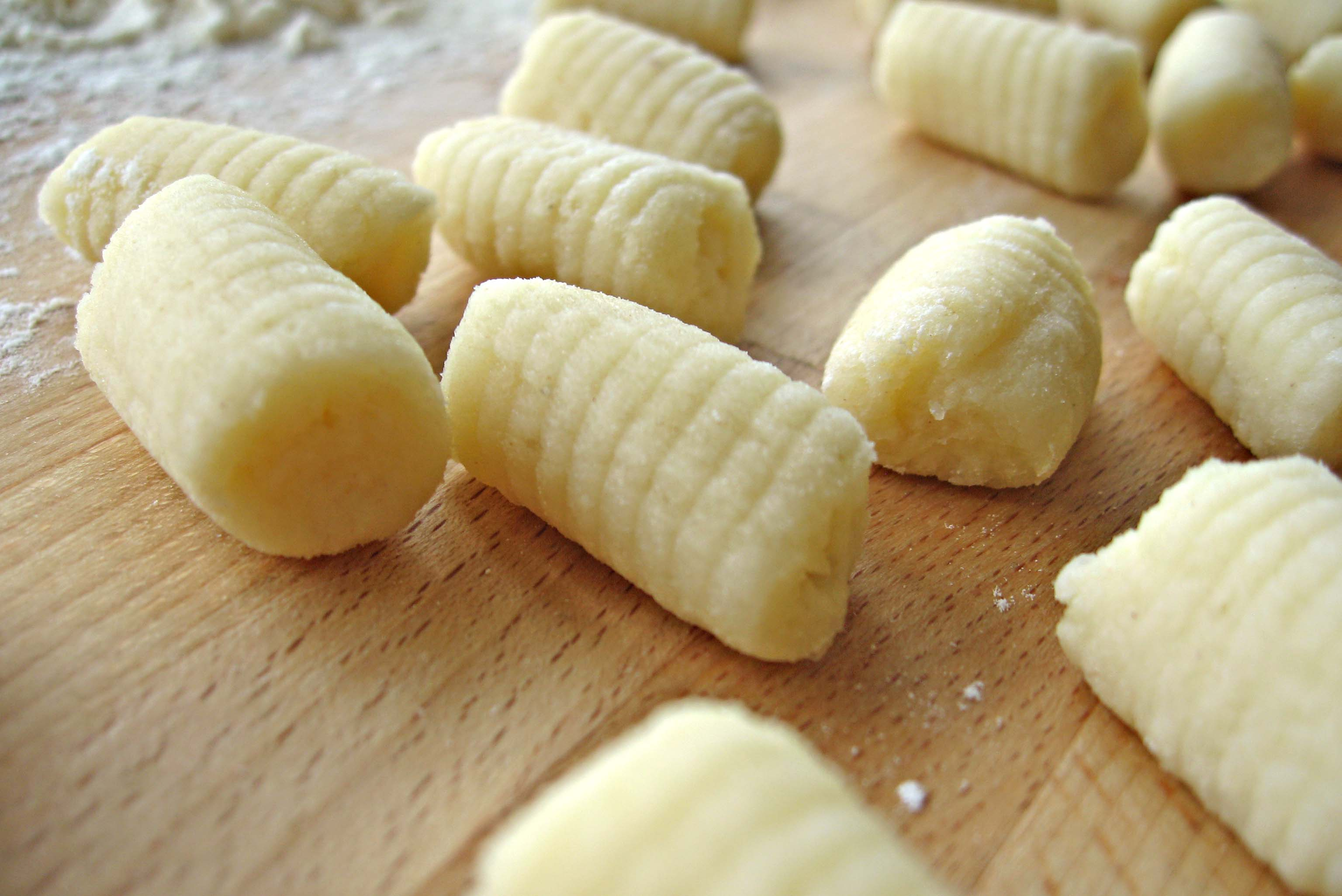
Gnocchi di patate.

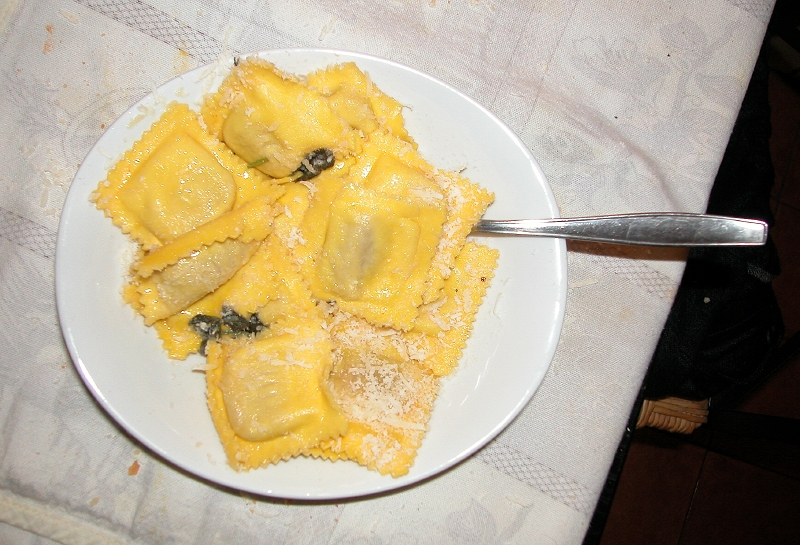
Tortelli di zucca.

La cucina di Castel Goffredo è tipica dell'arte culinaria mantovana, profondamente legata ad antiche tradizioni contadine e al forte legame con le zone vicine, soprattutto l'Emilia-Romagna. I piatti caratteristici sono i primi piatti di pasta ripiena, tortelli e agnoli in testa.
- Primi piatti
  - Tortello amaro di Castel Goffredo – è il piatto tipico locale, risalente ai tempi dei Gonzaga. Questa specialità di pasta ripiena viene cucinata utilizzando l'erba amara (o erba di San Pietro) tipica della zona, infine viene condita con abbondante burro fuso.[2] In onore di questo piatto tipico ogni anno, nella terza settimana di giugno, si tiene la tradizionale festa.[3]
  - Agnolini - piatto tradizionale del giorno di Natale, consumati in brodo di carne.[4]
  - Beèr en vì – nome dialettale del Bere in vino, è una minestra in brodo di carne alla quale viene aggiunto il vino rosso.
  - Tortelli di zucca – piatto tradizionale per la sera della vigilia di Natale, fatto con la sfoglia d'uovo e farcita da un impasto di zucca bollita, amaretti, mostarda, formaggio grana e noce moscata. Sono conditi con burro fuso e una spolverata di grana grattugiato.[5]
  - Gnocchi di patate – vengono preparati con patate lesse, farina, pane secco e conditi con ragù di carne o pomodoro. Piatto tipico del Carnevale di Castel Goffredo, cucinato in onore di Re Gnocco, viene distribuito gratuitamente in piazza l'ultimo venerdì di carnevale.[6]
  - Panàda - piatto unico di umili origini ma molto sostanzioso preparato con pane raffermo, olio di oliva, formaggio grana, brodo.[7]
  - Tridarì – nome dialettale di Pasta trita, è un composto di pasta all'uovo e farina bianca che, fatto seccare, viene tritato e servito in minestra di brodo di carne.[8]
- Secondi piatti
  - Gallina ripiena - viene preparata utilizzando una gallina al cui interno è aggiunto un impasto costituito da pane grattugiato, sale, amaretti dolci, verdure, cipolla, carne tritata, mortadella. Viene lessata in acqua e servita calda.[9]
  - Salame cotto - piatto insaccato di carne suina a grana medio-fine e sottoposto a cottura in acqua bollente.[10]
  - Luccio in bianco - è un piatto a base di pesce d'acqua dolce dei torrenti locali lessato in acqua e pulito dalle lische. Si può gustare anche con una salsa composta da capperi, prezzemolo, acciughe sotto sale, aglio e cipolla.[11]
  - Polenta all'erba amara - preparata con farina di mais, burro, erba di San Pietro e grana grattugiato.[12]
  - Frittata – a base di uova e formaggio, viene aromatizzata con erba amara, germogli di luppolo (in dialetto: fretàdå coi luertìs), pesciolini di acqua dolce (in dialetto: bòs) o con le rane.[13]

- Dolci

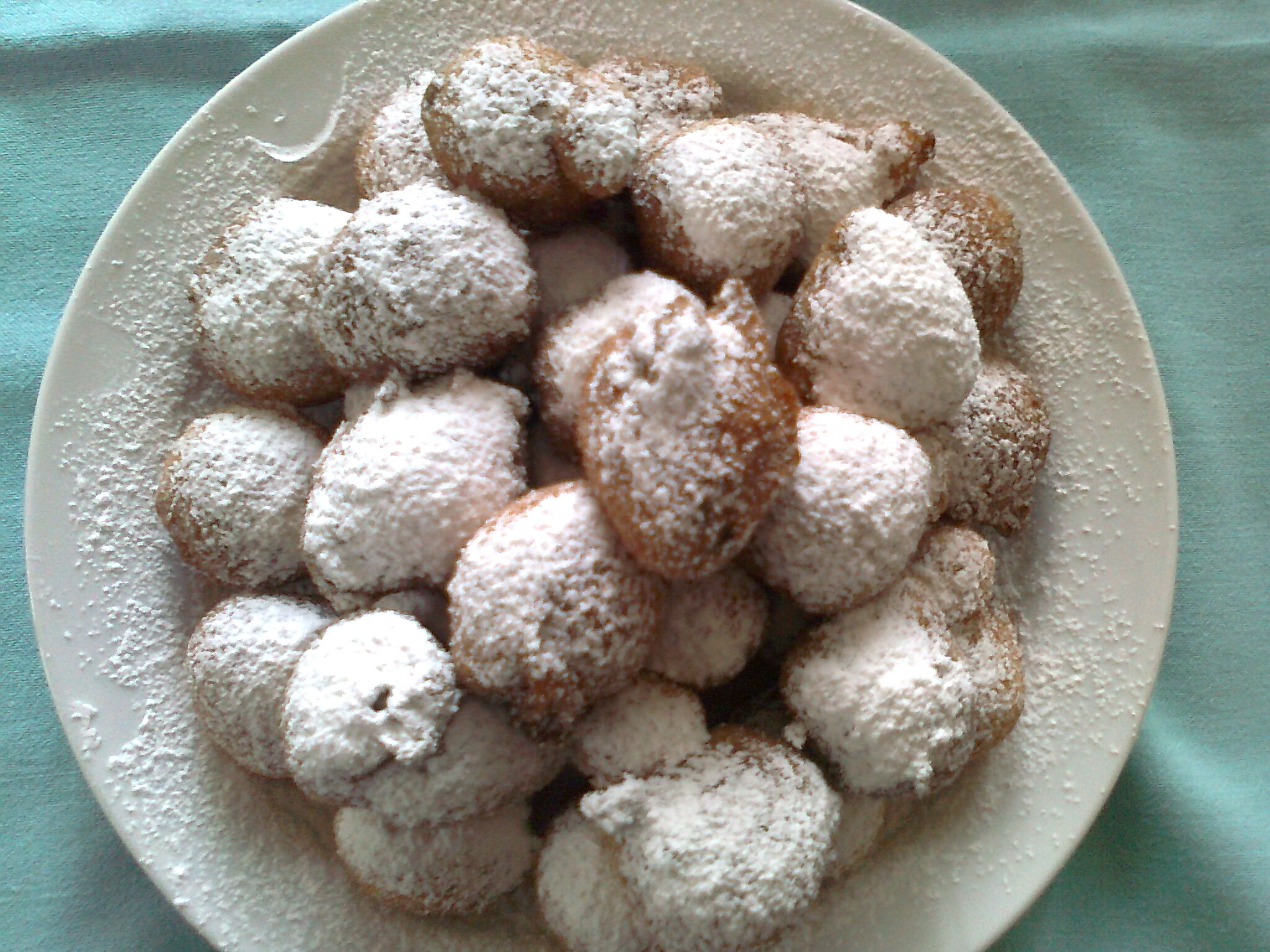
Frittelle di carnevale

  - Chisœl - è una focaccia preparata con farina, zucchero, burro, mandorle dolci, pinoli, uovo, scorza di limone e cotta al forno. Si può gustare intingendola nel vino bianco secco.[14]
  - Bisulà - è una ciambella preparata con di farina bianca, zucchero, burro, uova, latte, aromi e lievito.[15]
  - Sügol - nome dialettale di Budino di mosto d'uva, preparato durante la vendemmia con mosto di uva rossa e farina.[16]
  - Polenta dolce fritta – preparata con farina di cereali, acqua e sale. Viene fritta nell'olio e spolverata di zucchero.[17]
  - Torta del buonumore - preparata con uova, zucchero, burro, erba amara, farina e fecola. Ha acquisito lo stato di "De.C.O." (Denominazione comunale d'origine).[18]
  - Tortellino dolce di Marianna - preparato con acqua, zucchero, cannella in polvere, chiodi di garofano, pinoli, cacao amaro, uva sultanina, biscotti secchi e marmellata di prugne e castagne. Ha acquisito lo stato di "De.C.O." (Denominazione comunale d'origine).[19]

Tipici sono anche i dolci fritti preparati in occasione del carnevale: Frittelle (Frètule in dialetto), Castagnole (Castagnòcc in dialetto) e Lattughe (Latüghe in dialetto).